# Anna Harrison

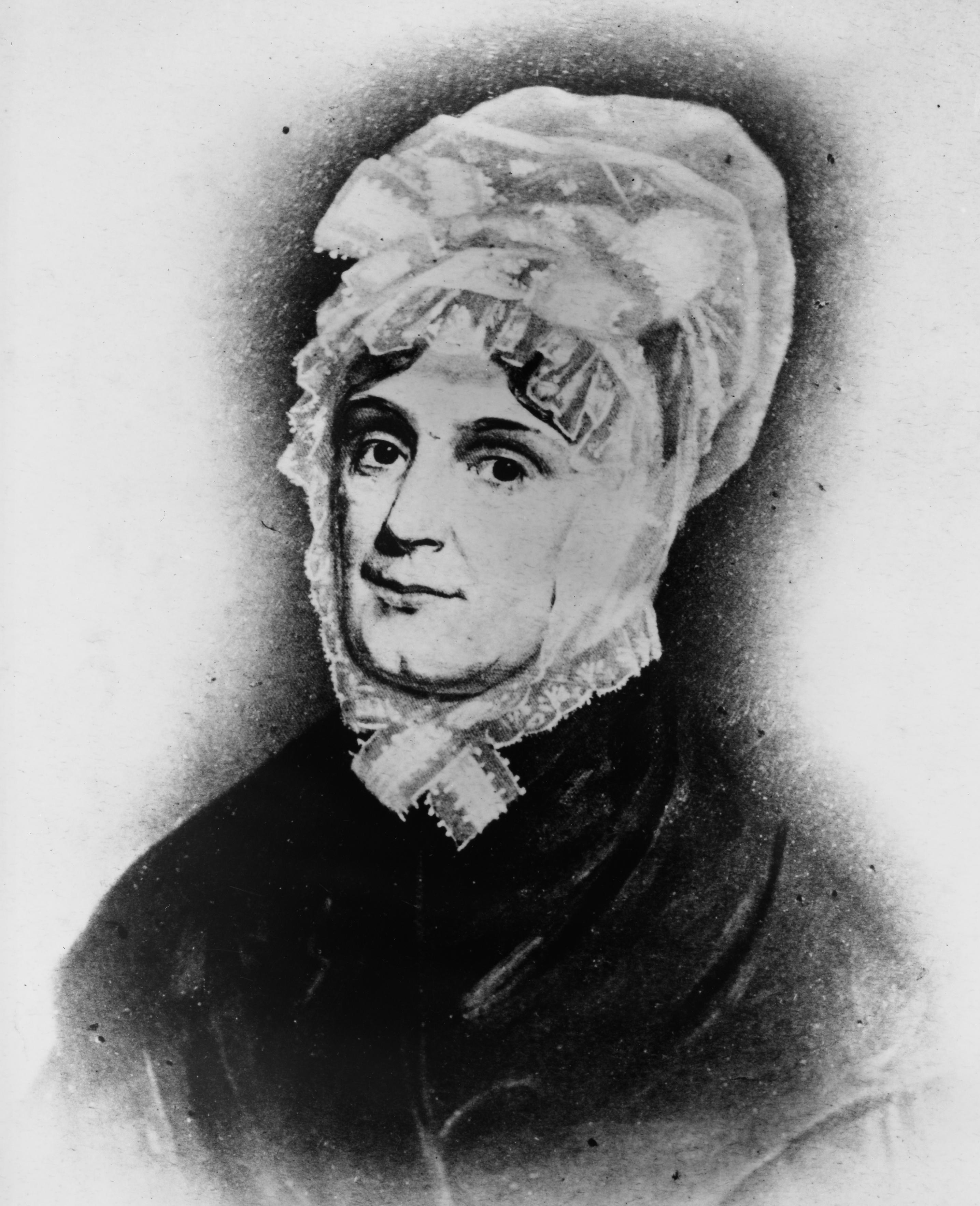
Anna Harrison

Anna Tuthill Symmes Harrison (* 25. Juli 1775 nahe Morristown, Province of New Jersey; † 25. Februar 1864 in North Bend, Ohio) war die Ehefrau des neunten US-Präsidenten William H. Harrison und die Großmutter des Präsidenten Benjamin Harrison. Während der einmonatigen Amtszeit ihres Mannes 1841, war sie die First Lady der Vereinigten Staaten.
Ihre Eltern waren John Cleves Symmes und Anna Tuthill Symmes, welche 1776 starb.
Anna und William Harrison heirateten am 25. November 1795 in North Bend. Das Paar hatte zehn Kinder: Elizabeth (* 1795), John Cleves (* 1798), Lucy (* 1800), William Henry jr. (* 1802), John Scott (1804–1878), Benjamin (* 1806), Mary (* 1809), Cater (* 1811), Anna (* 1813) und James (starb als Kind).
William H. Harrison starb exakt einen Monat nach seiner Ernennung zum Präsidenten. Aufgrund einer schweren Krankheit konnte sie während seiner kurzen Amtszeit nie den Weg nach Washington antreten und war somit die einzige amtierende First Lady, die das Weiße Haus nie betreten hat, ihre Schwiegertochter Jane Irwin Harrison fungierte während dieser Zeit als Gastgeberin im Weißen Haus. Mit einer einmaligen Zahlung von 25.000 US-Dollar war Anna Harrison die erste Präsidentenwitwe, die vom Kongress eine Pension erhielt.
Nach dem Tod ihres Mannes lebte sie mit ihrem Sohn, John Scott Harrison, in North Bend.